# Copa Alagoas de Futebol de 2014
A Copa Alagoas de 2014, também denominada Copa Alagoas Chevrolet Onix 2014, por razões de patrocínio, foi a Primeira Fase do Campeonato Alagoano de 2014. O campeão foi o Murici, ao vencer a equipe do Santa Rita, ocupando assim a vaga de Alagoas 3 na Copa do Brasil de Futebol de 2015.

## Classificação[3]
| 1 | ASA                 | 16 | 7 | 5 | 1 | 1 | 14 | 8  | +6 |
| 2 | Santa Rita          | 15 | 7 | 4 | 3 | 0 | 11 | 5  | +6 |
| 3 | Coruripe            | 9  | 7 | 2 | 3 | 2 | 12 | 10 | +2 |
| 4 | Murici              | 9  | 7 | 2 | 3 | 2 | 8  | 8  | 0  |
| 5 | CSE                 | 8  | 7 | 2 | 2 | 3 | 13 | 13 | 0  |
| 6 | Penedense           | 8  | 7 | 2 | 2 | 3 | 6  | 9  | -3 |
| 7 | CEO                 | 6  | 7 | 1 | 3 | 3 | 4  | 9  | –5 |
| 8 | Comercial de Viçosa | 4  | 7 | 1 | 1 | 5 | 5  | 11 | –6 |

|  |                             |
|  | Classificados a semi final. |

## Desempenho por rodada
Clubes que lideraram ao final de cada rodada:
| Rodadas | Rodadas | Rodadas | Rodadas | Rodadas | Rodadas | Rodadas |
| ------- | ------- | ------- | ------- | ------- | ------- | ------- |
| 1       | 2       | 3       | 4       | 5       | 6       | 7       |
| COR     | COR     | ASA     | ASA     | ASA     | ASA     | ASA     |
| PEN     | COR     | ASA     | ASA     | ASA     | ASA     | ASA     |
| SRI     | COR     | ASA     | ASA     | ASA     | ASA     | ASA     |

Clubes que ficaram na última posição ao final de cada rodada:
| Rodadas | Rodadas | Rodadas | Rodadas | Rodadas | Rodadas | Rodadas |
| ------- | ------- | ------- | ------- | ------- | ------- | ------- |
| 1       | 2       | 3       | 4       | 5       | 6       | 7       |
| CEO     | CEO     | COM     | CSE     | COM     | COM     | COM     |
| COM     | CEO     | COM     | CSE     | COM     | COM     | COM     |
| CSE     | CEO     | COM     | CSE     | COM     | COM     | COM     |

## Semi Finais
|  | Semifinais | Semifinais | Semifinais | Semifinais |   |        | Final | Final | Final | Final |
|  |            |            |            |            |   |        |       |       |       |       |
|  | Murici     | 3          | 0          | 3          |   |        |       |       |       |       |
|  | ASA        | 1          | 1          | 2          |   |        |       |       |       |       |
|  | ASA        | 1          | 1          | 2          |   | Murici | 1     | 1     | 2     |       |
|  |            |            |            |            |   | Murici | 1     | 1     | 2     |       |
|  |            | Santa Rita | 0          | 0          | 0 |        |       |       |       |       |
|  | Coruripe   | Santa Rita | 0          | 0          | 0 | 2      | 1     | 3     |       |       |
|  | Coruripe   |            |            |            |   | 2      | 1     | 3     |       |       |
|  | Santa Rita | 1          | 3          | 4          |   |        |       |       |       |       |

## Premiação
| Copa Alagoas 2014          |
| -------------------------- |
| Murici Campeão (1° título) |